# Искендер кебаб
Искендер кебаб (тур. İskender kebap) — одно из самых известных блюд северо-западной Турции, региона Бурса. Получило свое название в честь его изобретателя Искендера Эфенди, который жил в Бурсе в конце XIX века. История блюда начинается в 1867 году на местном базаре.
Блюдо представляет собой дёнер-кебаб, приготовленный из тонко нарезанной баранины на гриле, уложенной на лаваш, политой острым томатным соусом, топлёным маслом из овечьего молока и йогуртом. Мясо для искендер-кебаба отличается от мяса любого другого дёнера: его получают из баранов, которых кормили тимьяном из предгорий горы Улудаг. Мясо искендер-кебаба менее жирное.
Рецепт приготовления запатентован в Патентном бюро США. «Kebapçı İskender» является торговой маркой семьи Искендероглу, которая до сих пор управляет рестораном в Бурсе. Это блюдо доступно во многих ресторанах по всей Турции, в основном под названием «İskender kebap», «Bursa kebabı» или иногда «Uludağ kebabı».